# Pekar (Gottheit)
Pekar (tib.: pe kar), auch Pehar genannt, ist eine Schutzgottheit der Lehren Buddhas (Dharmapala), die im Rahmen des Tibetischen Buddhismus und im Bön verehrt wird. Pekar wird sowohl als die Nechung-Gottheit, als auch als ein Trinle Gyalpo (tib.: phrin las rgyal po) gesehen.
Die Verehrung Pekars geht auf das 9. Jahrhundert zurück, als Pekar, ursprünglich eine Gottheit der nichtbuddhistischen Meditationsschule von Bhata Hor (Mongolei), durch den großen tantrischen Meister Padmasambhava als Schützer der Lehren Buddhas unter Eid genommen wurde.
Pekar gilt auch als eine der Hauptgottheiten des Bön.

## Schützer des Klosters Samye

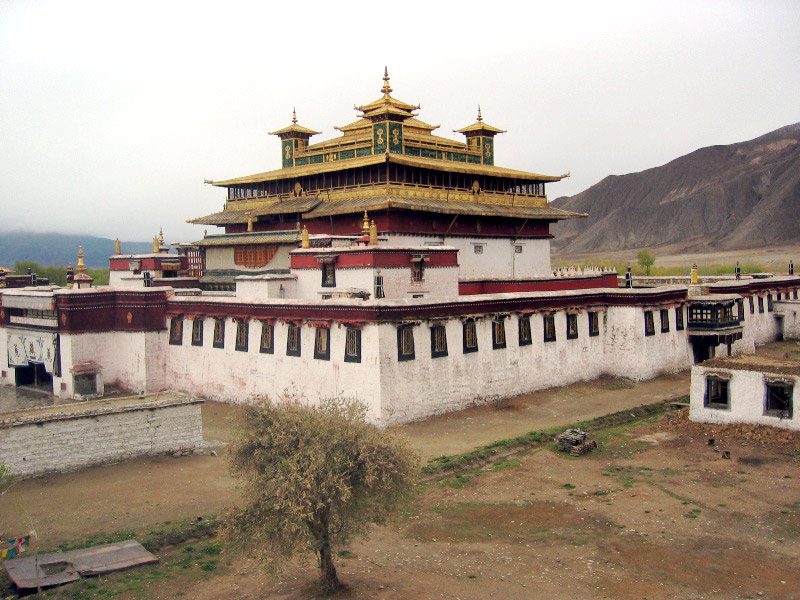
Samye-Ling, das älteste buddhistische Kloster Tibets

Nach der Überlieferung inthronisierte Padmasambhava Pekar als Hauptschützer von Samye, dem ersten Kloster Tibets. Ein Tempel im Rahmen der Anlage Samyes ist daher unter dem Namen Pekar lha khang Pekar-Tempel bzw. pe kar gling bekannt. Pekar diente in seiner Funktion als Schützer Samyes 700 Jahre lang, bis er, einer Legende zufolge, zur Zeit des V.Dalai Lama nach Nechung (tib.: gnas chung), nahe dem Drepung-Kloster in Zentraltibet, wechselte. Nachfolger in der Aufgabe des Schützers von Samye wurde die Gottheit Tsiu Marpo.

## Kloster Nechung und das Nechung-Orakel

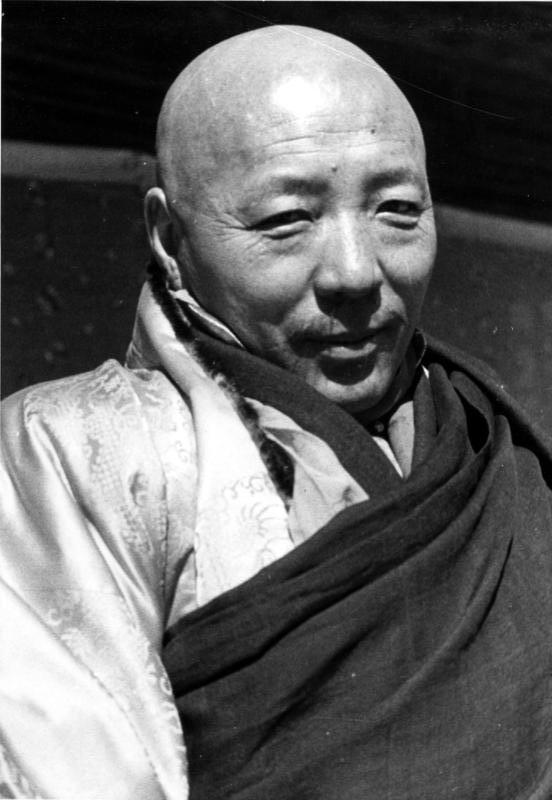
Das Nechung-Orakel; Lobsang Namgyal 1938

Der V. Dalai Lama ließ zu Ehren Pekars das Nechung-Kloster (tib.: gnas chung dgon) errichten. Seither ist Pekar in der Gelug-Schule des tibetischen Buddhismus einer der wichtigsten Schützer und wird auch als die Gottheit Nechung bezeichnet. Die Gottheit Pekar soll sich seit dieser Zeit regelmäßig eines Mediums bedienen, um u. a. auch wichtige Fragen des Dalai Lama im Zusammenhang mit der tibetischen Exilregierung zu beantworten. Der als Medium dienende Mönch hat größtes Ansehen im Gelug-Orden. Aufgrund seiner häufigen, sehr kräftezehrenden Orakel-Trancen, hat er aber in aller Regel nur eine geringe Lebenserwartung. Das Nechung-Orakel ist heutzutage noch immer wichtigstes Staatsorakel (tib.: gnas chung chos rgyal) der tibetischen Exilregierung und des Dalai Lama. Es residiert mittlerweile im neuen Nechung-Kloster in Dharamsala. Seit 1987 ist Thupten Ngodup 14. das Staatsorakel; sein Vorgänger war Lobsang Jigmé.

## Die fünf Pekar-Gyalpos
Pekar ist die wichtigste Gottheit einer Gruppe von fünf Schützern. Zu dieser Gruppe gehören neben Pekar folgende Gottheiten:
- Gyabin (Gya Jin)
- Monbu Putra
- Shingyachen (Shing Cha Chen)
- Drahla Kye Zhigbu (Dra Lha Kye Chigbu)

Pekar selbst nimmt im Mandala dieser Gruppe Schützer aber nicht die zentrale Stellung ein, er ist den nördlichen Quartieren (siehe auch Dorje Drak) zugeordnet.